# Lake Sylvester
Der Lake Sylvester ist ein Gebirgssee im Tasman District auf der Südinsel von Neuseeland.

## Geographie
Der Lake Sylvester befindet sich zwischen den Lockett Range und dem Diamond Lake Stream im Norden und den Peel Range im Westen und Süden, mit dem Cobb River und dem Cobb Reservoir dazwischen. Auf einer Höhe von 1325 m erstreckt sich der 28,2 Hektar große See in einer Westnordwest-Ostsüdost-Richtung zwischen bis zu 1619 m hohen Bergen, misst rund 855 m in der Länge und rund 415 m in seiner maximalen Breite. Der Umfang des Sees beträgt rund 2,23 km.
Gespeist wird der See hauptsächlich durch den Little Sylvester Lake, als kleiner Nachbarsee im Südsüdwesten. Die Entwässerung des Lake Sylvester findet an seinem östlichen Ende über den nach Südosten abgehenden Sylvester Creek statt, der später in den Cobb Reservoir genannten Stausee mündet.

## Sylvester Lakes Track
Der Sylvester Lakes Track beginnt in einer Haarnadelkurve der Cobb Dam Road, rund 330 m westsüdwestlich des Absperrbauwerks des Cobb Reservoir. Nach rund 1,5 km entlang des Stausees an seiner nördlichen Seite beginnt dann der Aufstieg in Serpentinen zunächst durch den Wald und folgt dann auf einem Bergrücken von Osten her auf den See zu. Rund 1 km bevor der See erreicht wird, trifft man auf die Sylvester Hut, die 12 Wanderern Platz zur Übernachtung bietet. Bis zur Hütte, die rund 5 km Wanderstrecke vom Startpunkt des Wanderwegs entfernt liegt, werden ca. 2 Stunden Wanderzeit veranschlagt. Über den Sylvester Lakes Track, der dann weiter östlich und südöstlich entlang des Sees führt, kann auch der Little Sylvester Lake an seinem nordnordöstlichen Ende erreicht werden.